# Élections régionales de 1983 en Vallée d'Aoste
Les élections pour la VIIIe législature du Conseil de la Vallée d'Aoste se sont déroulées le 26 juin 1983.

## Résultats électoraux
| Partis                                                                  | voix   | voix (%) | sièges |
| ----------------------------------------------------------------------- | ------ | -------- | ------ |
| Union valdôtaine (UV)                                                   | 20 495 | 27,10 %  | 9      |
| Démocratie chrétienne (DC)                                              | 15 973 | 21,12 %  | 7      |
| Parti communiste italien (PCI)                                          | 13 567 | 17,94 %  | 6      |
| Fédération Démocrates populaires-Union valdôtaine progressiste (DP-UVP) | 7 891  | 10,43 %  | 4      |
| Parti socialiste italien (PSI)                                          | 5 902  | 7,80 %   | 3      |
| Parti socialiste démocratique italien (PSDI)                            | 2 418  | 3,20 %   | 1      |
| Parti libéral italien (PLI)                                             | 2 264  | 2,99 %   | 1      |
| Parti républicain italien (PRI)                                         | 1 905  | 2,52 %   | 1      |
| Nouvelle gauche Vallée d'Aoste                                          | 1 661  | 2,20 %   | 1      |
| Mouvement social italien - Droite nationale (MSI-DN)                    | 1 474  | 1,95 %   | 1      |
| Artisans et commerçants valdôtains (ACV)                                | 1 239  | 1,64 %   | 1      |
| Liste pour la Zone Franche                                              | 852    | 1,13 %   | 0      |
| Total                                                                   | 75 641 | 100,00   | 35     |

Sources : Ministero dell'Interno, ISTAT, Istituto Cattaneo, Conseil Régional de la Vallée d'Aoste, Annuario Grolier 1989

## Sources
- (it) Cet article est partiellement ou en totalité issu de l’article de Wikipédia en italien intitulé « Elezioni regionali in Valle d'Aosta del 1983 » (voir la liste des auteurs).